# 魯光鼎
魯光鼎（？—？），是中國清朝浙江会稽人，1746年（乾隆十一年）上任台灣鳳山縣萬丹縣丞，是監生出身。
| 前任： 涂坤 | 台灣鳳山縣萬丹縣丞 1746年上任 | 繼任： 吳開福 |